# Tony Hawk's American Wasteland
Tony Hawk's American Wasteland är ett av många dator- och TV-spel med den kända skateboardåkaren Tony Hawk. Det släpptes till spelkonsolerna Gamecube, PlayStation 2, Xbox och Xbox 360 under 2005. Året därpå kom även en version till Windows. 
I spelet kan man välja mellan att styra bland andra Bam Margera, Tony Hawk, Ryan Sheckler och Mat Hoffman.